# 国鉄タキ24700形貨車
国鉄タキ24700形貨車（こくてつタキ24700がたかしゃ）は、かつて日本国有鉄道（国鉄）及び1987年（昭和62年）4月の国鉄分割民営化後は、日本貨物鉄道（JR貨物）に在籍した私有貨車（タンク車）である。

## 概要
本形式は、小麦粉専用のタンク車として1974年（昭和49年）7月5日に8両（オタキ24700 - オタキ24707）、1979年（昭和54年）3月19日に2両（オタキ24708・オタキ24709）の合計2ロット10両が川崎重工業1社のみで製作された。
記号番号表記は特殊標記符号「オ」（全長 16 m 以上）を前置し「オタキ」と標記する。
車両は大型であるが積荷の比重が軽いため積載荷重は25t である。
所有者は、日清製粉の1社のみであり、その常備駅は、鶴見線（大川支線）の大川駅であった。
タンク体材質は、耐候性高張力鋼製であり、保冷のためのキセ（外板）を装備した。荷役方式は、エアーによる圧送式とエアスライド式の併用である。
落成時の塗色は、黒色であったが、1979年（昭和54年）以降はクリーム4号に変更された。タンク車に対する同色の採用は本形式のみである。全長は16,300mm、全幅は2,698mm、全高は3,747mm、台車中心間距離は12,200mm、実容積は50.0m3、自重は18.4t、換算両数は積車4.5、空車1.8、台車はオタキ24707までが平軸受・コイルばね式のTR41E-4、オタキ24708以降はTR225であった。
1987年（昭和62年）4月の国鉄分割民営化時には8両（オタキ24700、オタキ24701、オタキ24703、オタキ24705 - オタキ24709）がJR貨物に継承され、1995年（平成7年）度末時点では現存していたが、1997年（平成9年）9月に8両が一斉に廃車となり同時に形式消滅となった。